# Sotto le nuvole
Sotto le nuvole (dt.: „Unter den Wolken“, internationaler Titel: Below the Clouds) ist ein italienischer Dokumentarfilm von Gianfranco Rosi aus dem Jahr 2025. Das Werk dokumentiert in Schwarzweiß-Bildern den Alltag verschiedener Menschen, die in und um Neapel leben. Die Uraufführung des Films findet Ende August 2025 bei den Internationalen Filmfestspielen von Venedig statt.

## Veröffentlichung
Die Weltpremiere von Sotto le nuvole soll am 30. August 2025 im Rahmen des 82. Internationalen Filmfestivals von Venedig erfolgen. Der Beitrag, auch unter seinem englischsprachigen Titel Below the Clouds bekannt, wurde in den Hauptwettbewerb aufgenommen.
Ein Trailer wurde im Juli 2025 veröffentlicht.
Der reguläre Kinostart in Italien ist im Verleih von 01 Distribution geplant.

## Auszeichnungen
Gianfranco Rosi wurde mit Sotto le nuvole zum dritten Mal in den Wettbewerb um den Goldenen Löwen der Filmfestspiele von Venedig eingeladen.